# 街影

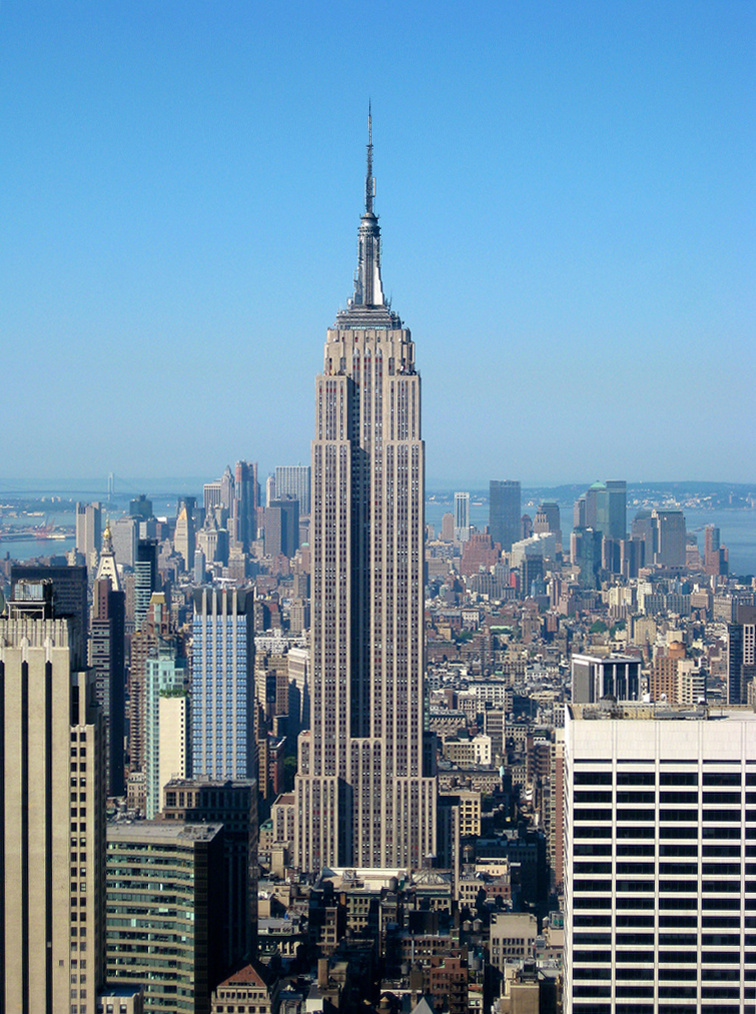
紐約市曼哈頓的帝國大廈

街影是指樓宇（特別是高層）在街道形成的影子。不少國家都對街影設限，以確保街道有陽光照射。

## 實施例子
- 紐約：1916年於都市規劃方案（英语：1916 Zoning Resolution）中實施《街影法》

- 香港：1969年的《建築物（規劃）規例》限制陽台與街道闊道成75度角或以下範圍，以確保街道有陽光，及空氣可以流通，但在1987年取消

- 澳門：1980年代從香港引入街影法[1]；行政長官崔世安透露要廢除《街影條例》，引來各方關注[2]

## 衍生建築
同時地產發展商為了盡用可建面積，通常就會出現越往高層樓宇越窄的「金字塔」式建築。